# Aya (reina)
Aya va ser l'esposa d'un rei egipci de principis de la dinastia XIII (entre 1803 i 1649 aC). Les fonts no són concloents sobre la identificació del seu marit. Tenia el títol de "Reina consort d'Egipte".
| i | A1 | i | i |

| i | A1 | i | i |

Se la coneix per dues fonts. Aya apareix en una estela conservada al Museu Martin von Wagner de Würzburg. D'aquesta font, és evident que formava part d'una família influent de funcionaris de l'alt tribunal i estava relacionada amb el djati Anju.
També apareix al papir Boulaq 18. Es tracta d'un relat administratiu pertanyent al palau tebà d'un rei de la dinastia XIII. Va ser trobat a la tomba del gran escriba del recinte Neferhotep. El nom del rei en aquest papir només es conserva parcialment1. Molts estudiosos hi han llegit Sobekhotep II, tot i que d'altres no estan d'acord amb aquesta lectura i suggereixen altres reis com Sehotepkare Antef i el rei Esmenkhkare Imirameixa.